# Albert Peters
Albert Peters (Alemanya, 1953) és un empresari alemany establert a Barcelona.
President de l'empresa Rödl & Partner Auditores SA, de 2007 a 2012 i a partir de 2016 ha estat president del Cercle de Directius de Parla Alemanya (KDF - Kreis Deutschprachiger Führkungskräfte), associació constituïda a Barcelona com a plataforma cívica per a directius de parla alemanya d'Espanya.
El 2019 va rebre la Creu de Sant Jordi, En reconeixement de la defensa que des de la presidència del Cercle de Directius de Parla Alemanya ha fet del respecte a les institucions catalanes. En reconeixement de la seva apel·lació al diàleg polític i al sentit democràtic com a mètode de resolució de conflictes de naturalesa política.